# Eupsychellus oinopion
Eupsychellus oinopion är en fjärilsart som beskrevs av Hans Fruhstorfer 1919. Eupsychellus oinopion ingår i släktet Eupsychellus och familjen juvelvingar. Inga underarter finns listade i Catalogue of Life.